# Culicoides borinqueni
Culicoides borinqueni är en tvåvingeart som beskrevs av Fox och Hoffman 1944. Culicoides borinqueni ingår i släktet Culicoides och familjen svidknott. Inga underarter finns listade i Catalogue of Life.